# Marcel Hilßner
Marcel Hilßner (* 30. Januar 1995 in Leipzig) ist ein deutscher Fußballspieler. Der Offensivspieler und mehrfache Nachwuchsnationalspieler spielt bei Chemie Leipzig.

## Karriere

### Verein
Hilßner begann seine Karriere im Alter von fünf Jahren bei der SG Rotation Leipzig, wechselte 2004 zum FC Sachsen Leipzig und 2009 in die Jugend von Werder Bremen. Dort rückte er zur Saison 2013/14 zur zweiten Mannschaft auf, für die er in der Regionalliga Nord spielte. In der Spielzeit 2014/15 gelang ihm mit dem Team nach erfolgreichen Aufstiegsspielen der Sprung in die 3. Liga. Am 26. September 2015 stand Hilßner erstmals im Kader der ersten Mannschaft von Werder Bremen und debütierte bei einer 0:3-Heimniederlage gegen Bayer 04 Leverkusen in der Bundesliga, nachdem er in der 56. Minute für Levin Öztunali eingewechselt worden war. Zur Saison 2016/17 wechselte Hilßner zum Zweitligaaufsteiger Dynamo Dresden, für den er in der Spielzeit achtmal zum Einsatz kam.
Im August 2017 wechselte Hilßner zum Drittligisten Hansa Rostock, bei dem er einen Zweijahresvertrag unterschrieb. Sein Pflichtspieldebüt für die Ostseestädter gab er am 14. August 2017 im DFB-Pokalspiel gegen Hertha BSC, welches mit 0:2 verloren wurde. Hilßner brachte es in seiner ersten Saison in Rostock auf 18 Einsätze und vier Tore im Ligabetrieb und einem Einsatz im Mecklenburg-Vorpommern-Pokal, den Hansa im Finale gegen den FC Mecklenburg Schwerin (2:1) gewann. Ein Ende Februar 2018 im Training zugezogener Kreuzbandriss verhinderte weitere Einsätze in der Saison 2017/18. Sein Comeback gab er schließlich am 5. Oktober 2018 im Ligaspiel gegen den Karlsruher SC. Bis zum Ende der Spielzeit 2018/19 folgten weitere 20 Drittliga-Einsätze Hilßners für die Ostseestädter – hierbei erzielte er zwei Treffer – und ein Einsatz in der 2. Hauptrunde im DFB-Pokal gegen den Bundesligisten 1. FC Nürnberg (4:6 n. E.). Er wurde Ende der Saison ein weiters Mal Landespokalsieger Mecklenburg-Vorpommerns und verließ im Anschluss Hansa Rostock.
Zur Bundesligasaison 2019/20 unterschrieb der Offensivspieler einen bis Juni 2021 gültigen Vertrag beim Aufsteiger SC Paderborn 07. Unter Trainer Steffen Baumgart fand Hilßner während der Hinrunde keine Berücksichtigung in der ersten Herrenmannschaft, erhielt aber zehn Einsätze (drei Tore) in der Reservemannschaft der Paderborner in der Oberliga Westfalen. Zur Erlangung von Spielpraxis auf höherem Niveau wurde Hilßner Ende Januar 2020 bis Saisonende zurück in die 3. Liga an den Halleschen FC verliehen. Dort wurde er regelmäßig auf beiden offensiven Flügeln eingesetzt, konnte sich jedoch nicht für einen Stammplatz empfehlen. Hilßner schoss zwei Tore, bereitete zwei weitere vor und hielt mit dem Klub die Klasse.
Nach dem Ende des Leiharrangements kehrte der Offensivspieler zunächst nach Paderborn zurück, wurde dann jedoch Mitte Juli 2020 nach England an den Zweitligaaufsteiger Coventry City verkauft. Der Transfer wurde formell am 27. Juli vollzogen, da erst dann in England das Transferfenster öffnete. In der Rückrunde 2021 wurde er an Oldham Athletic in die League Two ausgeliehen. Auch nach seiner Rückkehr zu Coventry City bestritt er kein Spiel und so folgte im Januar 2022 eine halbjährige Ausleihe zum deutschen Drittligisten FSV Zwickau.
Nach langer Verletzungspause wegen eines Kreuzbandrisses und anschließender Reha wechselte er im Sommer 2023 wieder in seine Geburtsstadt zu Chemie Leipzig.

### Nationalmannschaft
Hilßner spielte von der U16 bis zur U19 für die Jugendnationalmannschaften des DFB und erzielte in 28 Spielen 8 Tore.

## Erfolge
Werder Bremen II
- Aufstieg in die 3. Liga: 2015

Hansa Rostock
- Landespokalsieger Mecklenburg-Vorpommern: 2018, 2019